# Kliczewo Duże
Kliczewo Duże – wieś w Polsce położona w województwie mazowieckim, w powiecie żuromińskim, w gminie Żuromin. Ma status sołectwa.
Wierni Kościoła rzymskokatolickiego należą do parafii św. Bartłomieja w Kuczborku-Osadzie.
W latach 1975–1998 miejscowość administracyjnie należała do województwa ciechanowskiego.